# Spangleză
Termenul spangleză este un cuvânt telescopat obținut din spaniolă și engleză (originar Spanglish sau Espanglish) care este utilizat pentru a descrie diferite dialecte, pidginuri și limbi creole ce au rezultat în urma interacției dintre limba spaniolă și engleză, majoritar pe teritoriul Statelor Unite.
Termenul a fost înregistrat pentru prima dată în anul 1933.